# Frantz Loriot

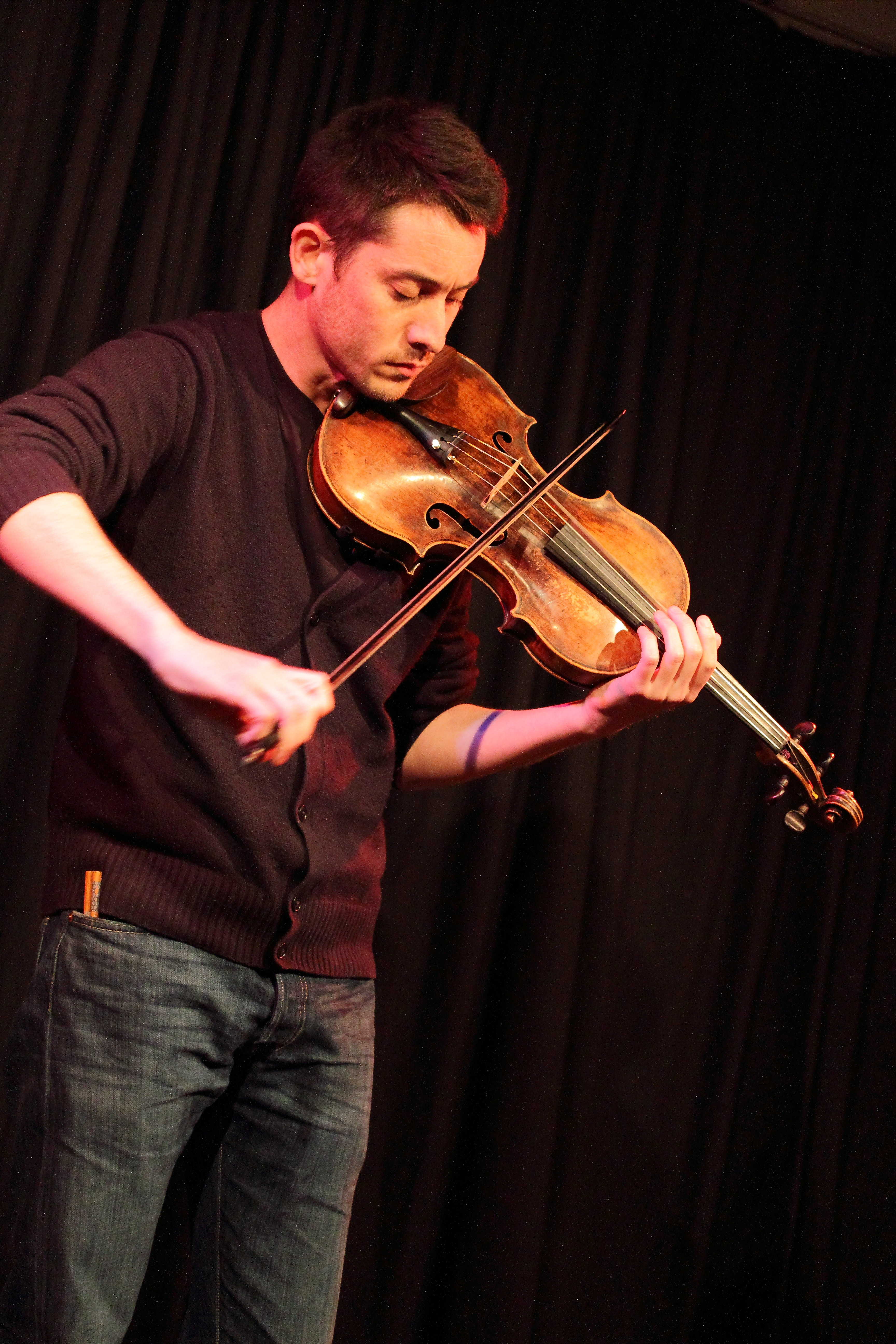
Frantz Loriot im club W71 (2015)

Frantz Loriot (* 1980) ist ein französisch-japanischer Improvisationsmusiker (Bratsche).

## Leben und Wirken
Loriot begann bereits dreijährig mit dem Geigenunterricht. In der Universität Paris VIII studierte er Musikwissenschaften und gehörte zur Kammermusikklasse von Pascal Robault an der École Nationale de Musique de Créteil. Régis Huby, Joëlle Léandre, Barre Phillips, David S. Ware und Marc Ducret waren Mentoren auf den Weg in die Improvisation. Er wechselte zur Bratsche.
Loriot spielte mit Joëlle Léandre, dem David S. Ware String Ensemble, Anthony Braxton & The Walter Thompson Orchestra, Andrea Parkins, Ben Miller, Jean-Luc Cappozzo, Ingrid Laubrock, Ben Gerstein, Jonathan Moritz, Duane Pitres ED09 Ensemble, Claude Tchamitchian, Eric Brochard und vielen anderen. In New York City leitete er das Systematic Distorsion Orchestra Er gehörte zu den Projekten Viola 2 Viola (mit Cyprien Busolini), Bobun (mit dem Cellisten Hugues Vincent), Arm Sized Legging (mit Matt Renzi, Dan Loomis, Jeff Davis), Pascal Niggenkempers Vision7 und dem Trio baloni (mit Niggenkemper und Joachim Badenhorst). Auch beteiligte er sich an Begegnungen von Poesie und Musik für das Label EPM-France und improvisierte mit verschiedenen Pariser Tanzensembles.
Nachdem Loriot eine Zeit lang in New York City gelebt hatte, zog er nach Zürich.

## Diskographische Hinweise
- Cyprien Busolini & Frantz Loriot: Violatwoviola (Creative Sources 2010)
- Jürg Wickihalder Orchestra with Tim Krohn and Manuel Perovic Narziss und Echo (Intakt Records 2012, mit Bernhard Bamert, Chris Wiesendanger, Daniel Studer, Florian Egli, Michael Jaeger, Mia Lindblom, Seth Woods)
- Pascal Niggenkemper Vision7 Lucky Prime (Clean Feed Records 2013, mit Eve Risser, Christian Lillinger, Els Vandeweyer, Émilie Lesbros, Frank Gratkowski)
- Reflections on an Introspective Path (Neither/Nor Records 2015; solo)
- Frantz Loriot, Manuel Perovic, Notebook Large Ensemble Urban Furrow (Clean Feed Records 2015, mit Joachim Badenhorst, Sandra Weiss, Matthias Spillmann, Silvio Cadotsch, Dave Gisler, Deborah Walker, Silvan Jeger, Yuko Oshima)
- Systematic Distortion Orchestra The Assembly (Out Now, 2016), mit Brad Henkel, Joe Moffett, Ben Gerstein, Sam Kulik, Nathaniel Morgan, Sean Ali, Pascal Niggenkemper, Carlo Costa, Devin Gray, Flin van Hemmen
- Jason Kahn / Frantz Loriot / Christian Wolfarth: Köln (Editions, 2023)
- Christoph Erb / Frantz Loriot: Wabi Sabi (Veto Exchange, 2023)